# Mire de résolution 1951 USAF
 (juin 2021).
Si vous disposez d'ouvrages ou d'articles de référence ou si vous connaissez des sites web de qualité traitant du thème abordé ici, merci de compléter l'article en donnant les références utiles à sa vérifiabilité et en les liant à la section « Notes et références ».

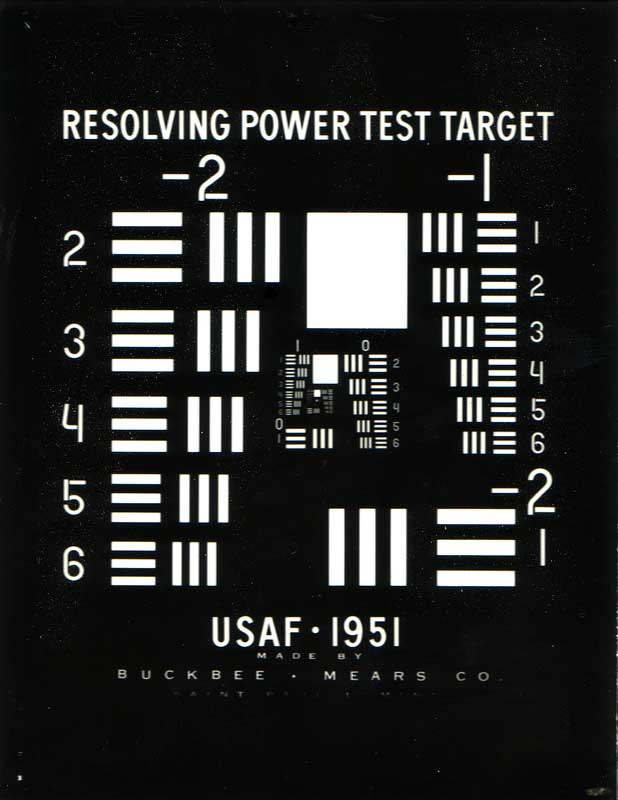
Mire sur verre

Une mire de résolution 1951 USAF est un dispositif de test de résolution optique microscopique défini à l'origine par l'US Air Force norme MIL-STD-150A de 1951 pour tester la précision des images prises par des satellites ou des avions. La mire propose de nombreuses cibles de petite taille présentant un arrangement régulier de forme à fréquence spatiale précise. Elle est largement utilisée en laboratoire d'optique pour analyser et valider des systèmes d'imagerie tels que les microscopes optiques, les caméras et les scanners.
Le modèle standard complet comprend 9 groupes, chaque groupe étant constitué de 6 éléments; il y a donc 54 éléments cibles fournis dans la série complète. Chaque élément est composé de trois barres qui forment une grille de Ronchi minimale. Ces 54 éléments sont fournis dans une série normalisée de pas logarithmique dans la plage de fréquences spatiales allant de 0,250 à 912,3 paires de lignes par millimètre (lp/mm). La série d'éléments couvre la plage de résolution de l'œil nu, jusqu'aux limites de diffraction (en) de la microscopie conventionnelle.
Les appareils fabriqués dans le commerce consistent généralement en une lame de verre carrée transparente de dimensions 2 pouces ou 50 mm. La diapositive est imprimée en chrome métallique via photolithographie avec le motif standard, réduit de manière photographique à partir d'un grand tracé principal. Les diapositives sont disponibles sous forme de plaques photographiques positives ou négatives pour s’adapter au mieux à la technique d’éclairage utilisée dans diverses méthodes de test. Une version réduite moins coûteuse omet les deux plus petits groupes au centre du motif (groupes 8 et 9), car la lithographie à cette échelle est coûteuse et les éléments du groupe représentent une résolution au-delà de la conception de nombreuses applications d'imagerie.
En pratique, la résolution spatiale d'un système d'imagerie est mesurée en inspectant simplement l'image de la diapositive du système. Le plus grand élément observé sans contraste d'image distinct indique la limite de résolution approximative. L'observateur note le libellé de cet élément (chaque groupe et chaque élément d'un groupe est identifié par un seul chiffre). Cette paire de chiffres indique l'emplacement de la ligne et de la colonne d'un élément donné dans la table des séries, qui définit à son tour la fréquence spatiale de chaque élément et donc la résolution disponible du système.
Une caractérisation analytique de la résolution en tant que fonction de transfert de modulation est disponible en traçant le contraste d'image observé en fonction des différentes fréquences spatiales des éléments. Les aberrations optiques dans le système d'imagerie sont facilement détectées et caractérisées par la translation et la rotation des éléments dans le champ de vision du système d'imagerie.

## Format des motifs
Le format standard MIL-STD-150A consiste en six groupes dans un arrangement en spirale compact de trois couches. Les deux plus grands groupes, formant la première couche, sont situés sur les côtés extérieurs. Les couches inférieures consistent en une répétition des paires de plus en plus petites vers le centre. Chaque groupe est composé de six éléments numérotés de 1 à 6. Dans la même couche, les groupes impairs apparaissent de manière contiguë de 1 à 6 à partir du coin supérieur droit. Le premier élément des groupes pairs est dans le coin inférieur droit de la couche, les 2 à 6 restants étant à gauche. Les échelles et les dimensions des barres sont données par l'expression
{\displaystyle {\text{Résolution (lp/mm)}}=2^{{\text{groupe}}+({\text{élément}}-1)/6}}
Cependant, la table suivante est généralement plus pratique à utiliser que la formule ci-dessus. La paire de lignes (lp) signifie une ligne noire et une ligne blanche.
|         | Numéro du groupe |       |      |      |      |       |       |      |       |       |       |       |
| Élément | −2               | −1    | 0    | 1    | 2    | 3     | 4     | 5    | 6     | 7     | 8     | 9     |
| 1       | 0.250            | 0.500 | 1.00 | 2.00 | 4.00 | 8.00  | 16.00 | 32.0 | 64.0  | 128.0 | 256.0 | 512.0 |
| 2       | 0.281            | 0.561 | 1.12 | 2.24 | 4.49 | 8.98  | 17.96 | 35.9 | 71.8  | 143.7 | 287.4 | 574.7 |
| 3       | 0.315            | 0.630 | 1.26 | 2.52 | 5.04 | 10.08 | 20.16 | 40.3 | 80.6  | 161.3 | 322.5 | 645.1 |
| 4       | 0.354            | 0.707 | 1.41 | 2.83 | 5.66 | 11.31 | 22.63 | 45.3 | 90.5  | 181.0 | 362.0 | 724.1 |
| 5       | 0.397            | 0.794 | 1.59 | 3.17 | 6.35 | 12.70 | 25.40 | 50.8 | 101.6 | 203.2 | 406.4 | 812.7 |
| 6       | 0.445            | 0.891 | 1.78 | 3.56 | 7.13 | 14.25 | 28.51 | 57.0 | 114.0 | 228.1 | 456.1 | 912.3 |

|         | Numéro du groupe |         |        |        |        |       |       |       |      |      |      |      |
| Élément | −2               | −1      | 0      | 1      | 2      | 3     | 4     | 5     | 6    | 7    | 8    | 9    |
| 1       | 2000.00          | 1000.00 | 500.00 | 250.00 | 125.00 | 62.50 | 31.25 | 15.63 | 7.81 | 3.91 | 1.95 | 0.98 |
| 2       | 1781.80          | 890.90  | 445.45 | 222.72 | 111.36 | 55.68 | 27.84 | 13.92 | 6.96 | 3.48 | 1.74 | 0.87 |
| 3       | 1587.40          | 793.70  | 396.85 | 198.43 | 99.21  | 49.61 | 24.80 | 12.40 | 6.20 | 3.10 | 1.55 | 0.78 |
| 4       | 1414.21          | 707.11  | 353.55 | 176.78 | 88.39  | 44.19 | 22.10 | 11.05 | 5.52 | 2.76 | 1.38 | 0.69 |
| 5       | 1259.92          | 629.96  | 314.98 | 157.49 | 78.75  | 39.37 | 19.69 | 9.84  | 4.92 | 2.46 | 1.23 | 0.62 |
| 6       | 1122.46          | 561.23  | 280.62 | 140.31 | 70.15  | 35.08 | 17.54 | 8.77  | 4.38 | 2.19 | 1.10 | 0.55 |

## Images

Mire USAF-1951, format vectoriel
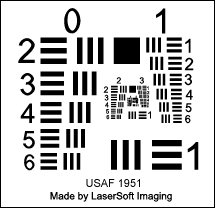
Mire SilverFast USAF 1951 par LaserSoft Imaging